# Darlene Sambo Dorough
Darlene „Dalee“ Sambo Dorough (* 30. März 1959 in Alaska) ist eine US-amerikanische Rechtswissenschaftlerin mit Spezialisierung auf Indigenenrechte, Völkerrecht und Menschenrechte. Sie gehört dem Volk der Iñupiaq an und setzt sich seit Jahrzehnten für die Rechte der Ureinwohner Alaskas ein. Von 2018 bis 2022 war sie Vorsitzende des Inuit Circumpolar Council, der etwa 165.000 Angehörige indigener Völker in Russland, Alaska, Kanada und Grönland vertritt.

## Herkunft und Ausbildung
Darlene "Dalee" Sambo wurde 1959 in Alaska geboren. Ihre Eltern stammten aus Unalakleet, einer überwiegend von Inuit bewohnten Ortschaft in Westalaska, sie aber wuchs in Anchorage auf. Sie war von klein auf an allem interessiert, was mit den Ureinwohnern Alaskas zusammenhing, wobei sie sich in ihrer Schulzeit vor allem mit den Problemen aus dem Alaska Native Claims Settlement Act beschäftigte.
Während ihrer Highschool-Zeit organisierte Dorough 1976 eine unabhängige Studie über die Kampagne des Inuit-Politikers Eben Hopson für das Repräsentantenhaus der Vereinigten Staaten. Hopson gründete 1977 den Inuit Circumpolar Council (ICC). Dorough begann ihre ehrenamtliche Tätigkeit in der neuen Organisation schon beim ersten Meeting. Noch vor ihrem Highschool-Abschluss absolvierte sie das American Indian Lawyer Training Program in San Francisco und erwarb ein Zertifikat als Tribal Court Advocate. Von 1978 bis 1981 besuchte sie das Anchorage Community College, das später zur University of Alaska Anchorage wurde.
1989 begann sie in Boston ihr Studium an der Fletcher School der Tufts University, das sie 1991 mit einem Master in Rechtswissenschaften und Diplomatie abschloss. An der Peter A. Allard School of Law der University of British Columbia in Vancouver promovierte sie 2002.

## Karriere
Sie arbeitete vor ihrem Berufsabschluss als juristische Hilfskraft für eine Vielzahl von Organisationen. 1982 wurde sie Exekutivdirektorin des Inuit Circumpolar Council in Anchorage, eine Position, die sie bis 1989 innehatte. Von 1991 bis 1993 war sie Exekutivdirektorin der International Union for Circumpolar Health und anschließend bis 1994 des Alaska Inter-Tribal Council.
Von 2008 bis 2018 war Dorough als Assistant Professor of International Relations an der University of Alaska in Anchorage tätig. In dieser Rolle nahm sie ausgewählte Studenten mit zu Meetings des Ständigen UN-Forums für indigene Angelegenheiten. Auch nach ihrer akademischen Phase blieb sie mit der Universität als Sonderberaterin für arktische indigene Völker verbunden.
2018 wurde Dorough einstimmig zur Vorsitzenden des Inuit Circumpolar Council gewählt. Die Organisation vertritt etwa 165.000 Yupik, Chukchi und Inuit vom Osten Russlands, über Alaska, Kanada bis nach Grönland. Wesentliche Schwerpunkte ihrer Arbeit war Ernährungssicherheit und Umweltschutz in der Arktis angesichts des Klimawandels. Sie war bis 2022 im Amt.
Dorough wurde 2011 vom UN-Generalsekretär als Expertin zum Mitglied im Ständigen UN-Forum für indigene Angelegenheiten ernannt, wo sie zwei Amtsperioden tätig war.
In der International Law Association ist sie Co-Vorsitzende des Komitees zur Implementierung der Rechte Indigener Völker.

## Auszeichnungen
- 1988 Reebok Human Rights Award
- 1989 Bill Edmunds Award des Inuit Circumpolar Council[12]
- 1989 Patricia Roberts Harris Public Affairs Fellowship (bis 1990)[13]
- 1995 Fulbright Scholarship (bis 1996)[1]
- 2020 Nennung unter die "Ten Women of the Century to represent Alaska" durch USA Today[1]
- 2022 IASC Medaille des International Arctic Science Committee[14]
- 2023 Mitglied der American Academy of Arts and Sciences

## Privates
Dorough brachte ihre Tochter Hannah am Tag nach der letzten Prüfung im Rahmen ihrer Promotion 2002 zur Welt. Sie lebt heute in Anchorage.